# Ficopsis
Ficopsis is een geslacht van uitgestorven mollusken, dat leefde tijdens het Eoceen.

## Beschrijving
Deze zeeslak had een spits uitlopende en tere, regelmatige schelp met een traliesculptuur, een smal rostrum, fraai gewelfde windingen, een slanke top en een duidelijke sutuur (afscheiding tussen twee windingen). De spira (alle windingen behalve de laatste winding bij een gespiraliseerde schelp) steeg niet zo ver uit boven de laatste bolle omgang, die ofwel gelijkmatig afgerond dan wel veelhoekig kon zijn geweest ten gevolge van spiraalrichels en een weinig uitstekende schouder. De mondopening, die eivormig was, bezat een scherpe buitenlip en vernauwde zich aan de onderrand tot een lang sifonaal kanaal. De lengte van de schelp bedroeg ongeveer 6 cm.

## Leefwijze
Dit mariene geslacht bewoonde warme zeeën op zandige ondergrond.